# Lista över djurarter på Isle of Man
Lista på djurarter på Isle of Man.
Isle of Man har ett rikt djurliv både till land och till havs. Det här är en lista på de djur som man kan träffa på ute i det vilda.

## Fåglar
- Mindre lira - Puffinus puffinus

## Insekter
- Trollsländor
- Gräshoppor och syrsor
- Kackerlackor
- Tvestjärtar
- Vandrande pinnar

- Flugor
  - Rovflugan Machimus cowini
- Skalbaggar

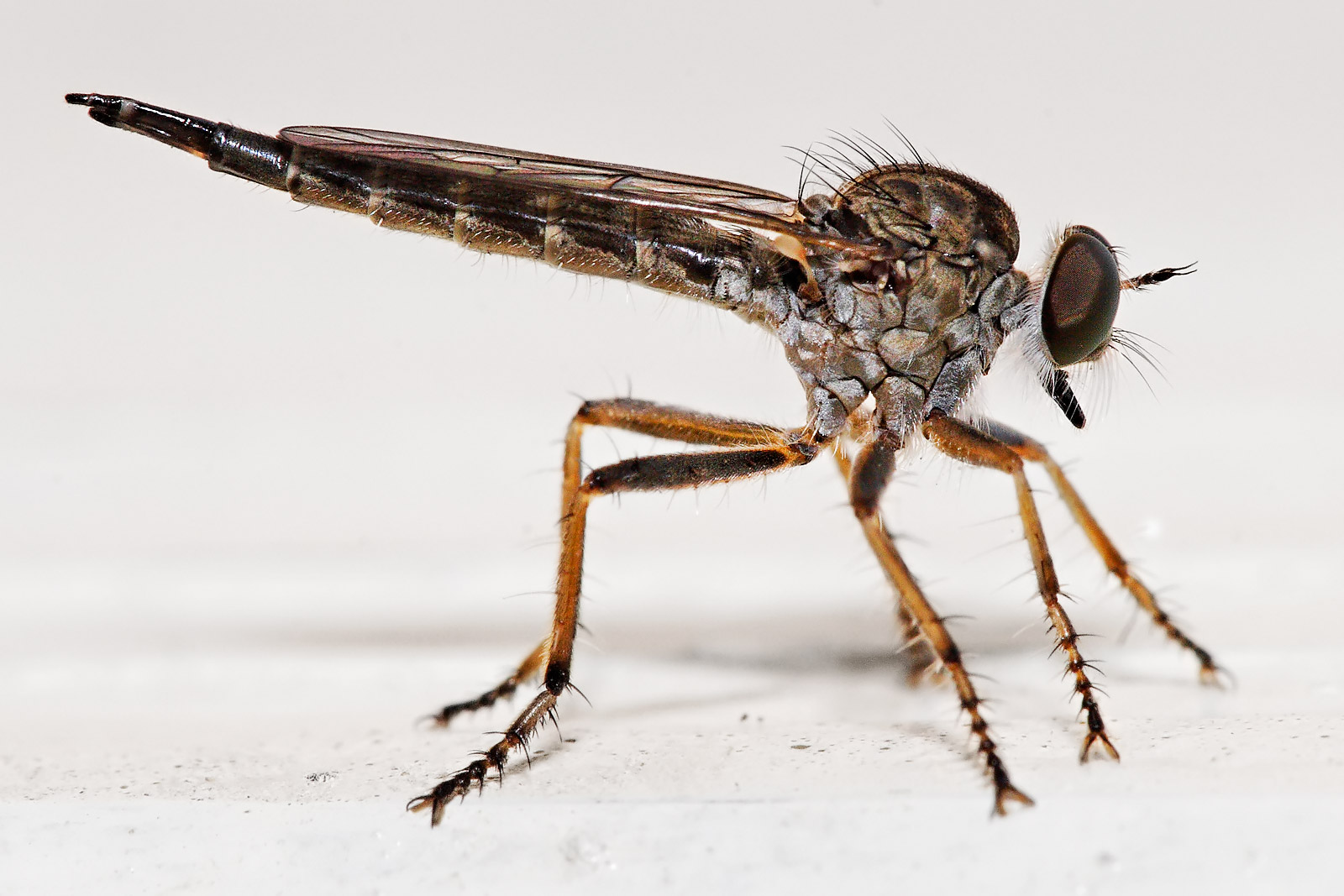
Robber Fly

- Bin och Getingar och andra steklar.
- Dag- och Nattfjärilar

## Äkta insektsätare

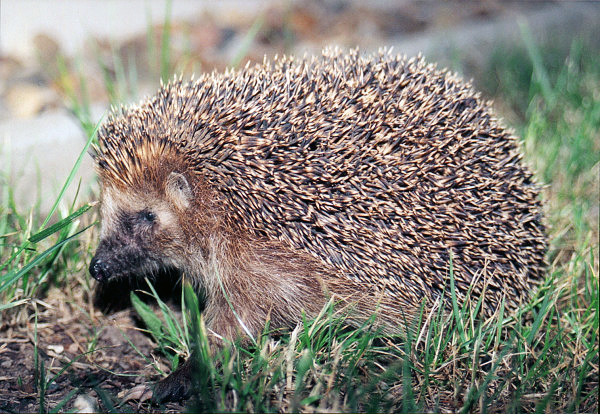
Europeisk igelkott

- Igelkott - Erinaceus europaeus. (introducerad)
- Vanlig näbbmus - Sorex araneus

## Fladdermöss
- Pipistrell - Pipistrellus pipistrellus

## Rovdjur
- Hermelin
- Iller - Mustela erminea
- Gråsäl - Halichoerus grypus
- Knubbsäl - Phoca vitulina

## Hardjur
- Skogshare – Lepus timidus. (introducerad)
- Fälthare – Lepus europaeus. (Troligtvis introducerad)
- Europeisk kanin - Oryctolagus cuniculus. (introducerad av romarna eller norrmännen som mat.)

## Gnagare
- Husmus – Mus domesticus. (introducerad)
- Svart råtta – Rattus rattus. (introducerad)
- Brun råtta - Rattus norvegicus. (introducerad)

## Primater
- Människa - Homo sapiens sapiens

## Pungdjur

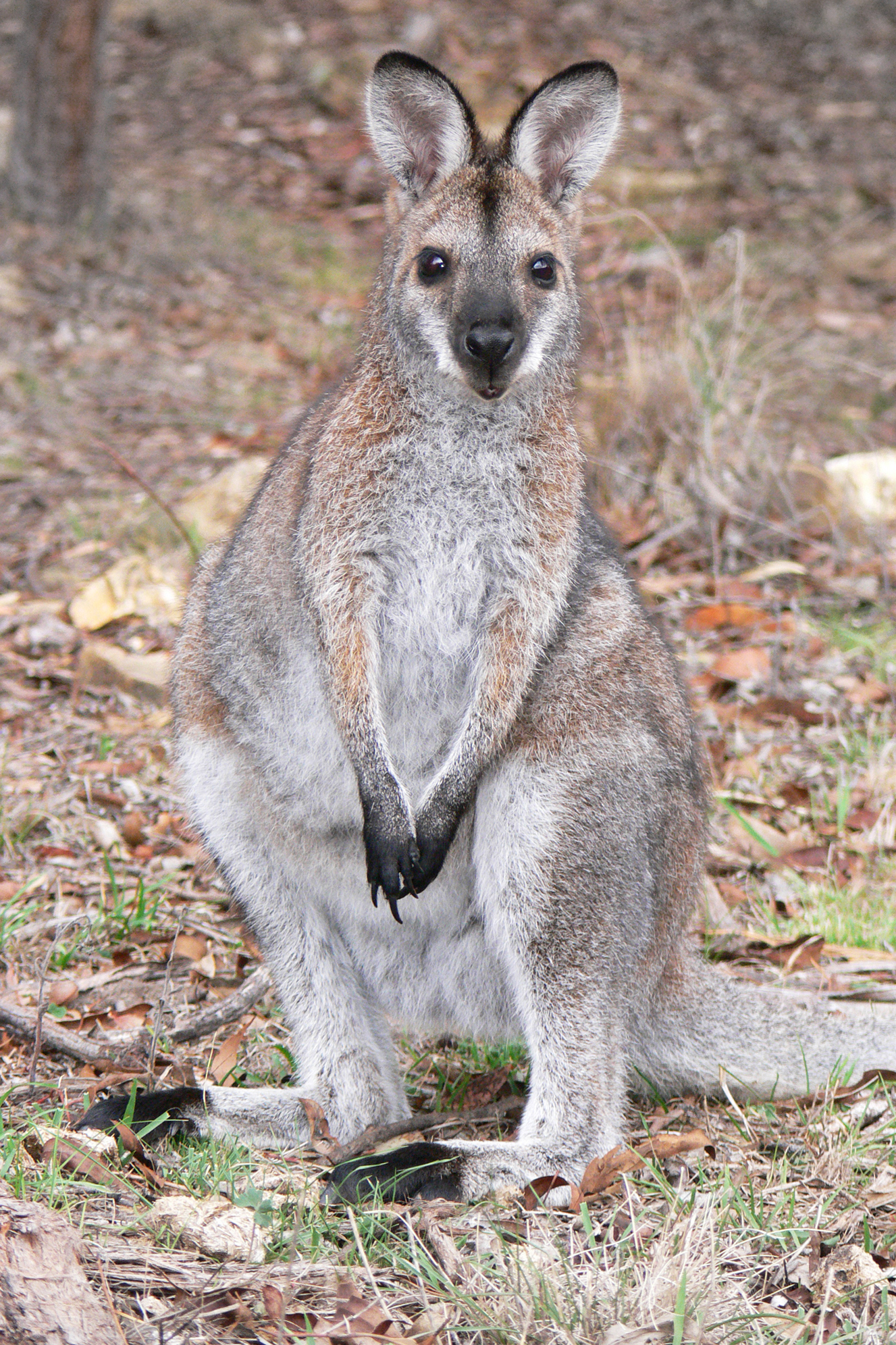
Rödhalsad vallaby

- Rödhalsad vallaby - Macropus rufogriseus. (Definitivt introducerad)

## Partåiga hovdjur
- Tamget - Capra aegagrus hircus. (introducerad)

## Reptiler
- Skogsödla - Zootoca vivipara